# 科爾塞勒
科尔塞勒（法語：Corcelles）是瑞士联邦伯尔尼州伯尔尼汝拉的市镇。该市镇面积为6.78平方千米，海拔高度655米，2018年12月31日人口数为205。